# Dia Internacional das Meninas nas Tecnologias de Informação e Comunicação
O Dia Internacional das Meninas nas Tecnologias de Informação e Comunicação (TIC) foi decidido em 2010 pela União Internacional de Telecomunicações (UIT), a agência das Nações Unidas especializada em telecomunicações, visa incentivar vocações tecnológicas em meninas e mulheres jovens, bem como reduzir a exclusão digital de gênero. Ela também incentiva e motiva as meninas a participarem de carreiras tecnológicas, tanto em treinamento formal quanto profissionalmente, em atividades de lazer ou outras.
Em janeiro de 2016, foram divulgados dados desagregados sobre o emprego em profissões tecnológicas na União Europeia: 80% dos empregos eram ocupados por homens em 2014, segundo o Eurostat.
O Dia Internacional das Meninas nas TIC foi comemorado pela primeira vez em 21 de abril de 2011.
O Instituto da Mulher da Andaluzia se uniu a essa comemoração em 2017 com a campanha “Faça das TIC o seu futuro”.

## História
A decisão de criar o Dia Internacional das Meninas nas TIC foi acordada pelos Estados-membros da UIT na Conferência de Guadalajara, no México, em 2010. Foi adotada na Resolução 70 sobre a estrutura de políticas para a promoção da igualdade de gênero e o empoderamento das mulheres por meio da tecnologia.

## Pontos principais para o trabalho
Estudos e resoluções internacionais das Nações Unidas e da Comissão Europeia sobre a lacuna de gênero alertam sobre a importância de meninas e mulheres não serem somente consumidoras de tecnologia, mas também criadoras.
Eles também alertam e defendem a luta para superar os estereótipos de gênero que desestimulam as meninas a se matricularem em cursos ou carreiras de ciência e tecnologia desde a mais tenra idade. Esses estereótipos são reforçados pela família, pelas escolas, pela mídia e pela sociedade em geral. A ideia, por exemplo, de que os meninos são tecnologicamente habilidosos, enquanto as meninas parecem ser mais dotadas de habilidades sociais e consideradas menos habilidosas no uso de tecnologias é abundante, segundo Cecilia Castaño, professora de economia e especialista em sociedade da informação. A pesquisadora espanhola também alerta para a existência de um Segundo Hiato Digital relacionado ao domínio masculino de áreas estratégicas de educação, pesquisa e emprego ligadas à ciência, engenharia e TICs, bem como à escassa presença de mulheres em cargos de responsabilidade e tomada de decisões nessas áreas.
A falta de acesso de meninas e mulheres ao campo tecnológico afeta diretamente a igualdade de oportunidades no mundo do trabalho e o desenvolvimento econômico e social dos países. Em um relatório divulgado em janeiro de 2016 pelo Eurostat, 80% dos profissionais de tecnologia na União Europeia em 2014 eram homens.
Também é essencial trabalhar para erradicar a exclusão digital com base na geografia e apoiar a promoção de espaços de desenvolvimento digital para meninas e mulheres nas áreas rurais.
A ONU Mulheres afirma e lembra que as TICs são reconhecidas como parte fundamental do desenvolvimento de mulheres e meninas, seja por meio de iniciativas de trabalho, participação em redes de desenvolvimento e apoio, acesso ao conhecimento e à educação. Mas seu alcance é ainda maior, pois “com o crescimento global da sociedade do conhecimento, a concretização do direito das mulheres de acessar e utilizar plenamente as TICs pode ajudar a realizar os recursos humanos e o potencial de uma nação para o desenvolvimento sustentável.”

### Porta de entrada para o desenvolvimento
Em seu discurso por ocasião do Dia Internacional das Meninas nas TICs de 2016, o secretário-geral da UIT, Houlin Zhao, explicou que 2 milhões de empregos estavam sendo criados no setor de tecnologia que necessitava de pessoal qualificado, de modo que as meninas com habilidades em TIC teriam pelo menos uma chance de esperar ganhar bons salários e ter boas oportunidades de carreira.

#### Europa
Em um relatório divulgado em janeiro de 2016 pelo Eurostat, 80% dos profissionais de tecnologia na União Europeia em 2014 eram homens. Na Espanha, esse número é de 82%.

#### América Latina
O campo das tecnologias de informação e comunicação (TIC) é uma parte fundamental do mapa das desigualdades no planeta. Em todo o mundo, os números mostram que há 1,3 bilhão de mulheres usuárias da internet contra 1,5 bilhão de homens. Nos países desenvolvidos, essa diferença é de somente 2%, aumentando para 16% nos países em desenvolvimento. No uso da internet, as mulheres continuam a ser uma minoria em todo o mundo, chegando a somente 46%, enquanto 54% são homens. Na América Latina, essa porcentagem é estimada em 49 pontos. Lá, as meninas e as mulheres têm maior probabilidade de serem deixadas para trás no mundo das TICs, por enfrentarem barreiras maiores do que seus colegas homens para acessar e aproveitar os benefícios oferecidos pelo mundo digital.
As mulheres têm 21% menos probabilidade de possuir seu próprio telefone celular, o que se traduz em uma lacuna de 300 milhões em todo o mundo, e estima-se que menos de 20% dos especialistas em TIC sejam mulheres. Aspectos como acesso a equipamentos e plataformas tecnológicas, desenvolvimento de habilidades digitais e tempo gasto no uso de tecnologias são algumas das questões na qual a lacuna de oportunidades de gênero ainda é evidente, diz a pesquisadora chilena María Isabel Pávez.

## Temas
| Ano  | Dia de abril | Temas                                                        | Local                                           |
| ---- | ------------ | ------------------------------------------------------------ | ----------------------------------------------- |
| 2011 | 28           | Primeiro Dia Internacional das Meninas nas TIC               | Genebra                                         |
| 2012 | 26           | A tecnologia precisa de meninas                              | Nova Iorque                                     |
| 2013 | 25           | Dia das Meninas nas TIC 2013                                 | Bruxelas e Genebra                              |
| 2014 | 15           | Celebrando sucessos, inspirando meninas                      | Genebra                                         |
| 2015 | 23           | Expandindo horizontes, mudando atitudes                      | Genebra                                         |
| 2016 | 28           | Expandindo horizontes, mudando atitudes                      | Genebra                                         |
| 2017 | 27           | Expandindo horizontes, mudando atitudes                      | Genebra                                         |
| 2018 | 28           | Impulsionando a mudança: Mulheres em Inovação e Criatividade | Sófia                                           |
| 2019 | 25           | Expandindo horizontes, mudando atitudes                      | Adis Abeba                                      |
| 2020 | 23           | Inspirando a próxima geração                                 | Virtual                                         |
| 2021 | 22           | Meninas conectadas; criando futuros mais brilhantes          | Virtual                                         |
| 2022 | 28           | Acesso e segurança                                           | Virtual                                         |
| 2023 | 27           | Habilidades digitais para a vida                             | Cataratas de Vitória                            |
| 2024 | 25           | Liderança                                                    | Manila                                          |
| 2025 | 24           | Meninas nas TIC para uma transformação digital inclusiva     | Bisqueque, Quirguistão e Nouakchott, Mauritânia |